# Distretto di Kyankwanzi
Il distretto di Kyankwanzi è un distretto dell'Uganda, situato nella Regione centrale.